# Сакарска овца
Сакарска овца е българска порода овце с предназначение добив на мляко и вълна.

## Разпространение
Породата е разпространена в частни стопанства в селища, намиращи се в планината Сакар и между реките Тунджа и Арда. Името ѝ произлиза от планината, в района на която посредством народна селекция е създадена породата.
Към 2024г. броят на представителите на породата е  8 640 индивида.
Рисков статус - рядко разпространена.

## Описание и характеристика на породата
Животните са средно дребни. Главата е голяма с права профилна линия. Ушите са средно дълги и хоризонтално поставени. Краката и копитата са здрави. 
Руното е отворено и с фитилест строеж. Спещат се предимно бели индивиди, по рядко пигментирани.
Овцете са с тегло 45 - 50 kg, а кочовете 60 - 70 kg. Средният настриг на вълна е 2,8 - 3 kg при овцете и 4 - 5 kg при кочовете. Раждат по едно и много рядко по две агнета.